# Ходжайов, Тельман Касимович
Тельман Касимович Ходжайов (узб. Telman Kasimovich Xoʻjayev; 8 марта 1938, село Шурахан, Турткульский район, Каракалпакская АССР, Узбекская ССР — 18 января 2022 года, Москва) — советский и российский археолог и антрополог; доктор исторических наук (1982), профессор; главный научный сотрудник Отдела физической антропологии Института этнологии и антропологии Российской академии наук.

## Биография
Тельман Ходжайов родился в селе Шурахан Турткульского района Каракалпакской АССР Узбекской ССР.
В 1957 году поступил на биолого-почвенный факультет Ташкентского государственного университета, кафедра антропологии. После окончания учебы в 1963 году работал лаборантом в Отделе археологии и этнографии Института истории, языка и литературы Каракалпакского филиала Академии наук Узбекистана (г. Нукус).
В 1964-1966 годах — аспирант Отдела антропологии Ленинградской части Института этнографии АН СССР. С 1967 по 1971 год работал в Отделе археологии и этнографии Института истории, языка и литературы Каракалпакского филиала Академии наук Узбекистана.
С 1972 по 1988 год в Институте археологии АН Узбекской ССР (г. Самарканд) в должностях от старшего научного сотрудника до заведующего Отделом этнической антропологии .
С 1988 по 1996 год был профессор, а затем заведующий кафедрой этнографии, истории древнего мира и средних веков Исторического факультета Ташкентского государственного университета.
В 1998 году принял гражданство Российской Федерации.
В 1998—1999 годах ведущий научный сотрудник Отдела Средней Азии и Казахстана Института этнологии и антропологии РАН. С 2000 по 2008 год — ведущий, а с 2008 года по настоящее время — главный научный сотрудник Отдела физической антропологии Института этнологии и антропологии РАН.
Скончался 18 января 2022 года.

## Ученые степени
С 16 февраля 1969 года — кандидат исторических наук, защитил диссертацию по теме «Формирование антропологического типа населения Южного Приаралья (Миздахкан)" в Институте этнографии АН СССР (г. Москва).
С 26 января 1982 года — доктор исторических наук, защитил диссертацию по теме «Палеоантропология Средней Азии и этногенетические проблемы» в Институте этнографии АН СССР (г. Москва).

## Научная деятельность
Тельман Ходжайов является автором более 200 научных работ, совершил более 100 научных экспедиций, подготовил двух кандидатов наук.

### Основные направления исследований
Физическая антропология; история и этнография народов Центральной Азии; краниология, этногенез и этническая история, остеология, палеодемография населения Средней Азии.

### Избранные труды
- Ходжайов Т.К., Ягодин В.Н. Некрополь древнего Миздахкана. — Ташкент, 1970. — 246 с.
- Ходжайов Т.К. К палеоантропологии древнего Узбекистана. — Ташкент, 1980. — 167 с.
- Ходжайов Т.К., Джуракулов М.Дж. Антропология Средней Азии. — Самарканд, 1984. — 96 с.
- Алексеев В.П., Аскаров А.А., Ходжайов Т.К. Историческая антропология Средней Азии (палеолит — эпоха античности). — Ташкент, 1990. — 277 с.
- Ходжайов Т.К., Ходжайова Г.К. Антропология и этническая история узбекского народа. — Ташкент, 1995. — 111 с.
- Ходжайов Т.К. Население Согда по данным краниологии. — Расы и народы. Выпуск 30. — Москва, 2004. — С. 189—215.
- Внешний облик древних людей Узбекистана : (Скульптура и пластич. реконструкция) / Т. Ходжайов, К. Абдуллаев. - Ташкент : Фан, 1990. - 51,[1] с. : ил.; 20 см. - (История. Науч.-попул. брошюры).
- Антропологический состав населения эпохи бронзы Сапаллитепа [Текст] / Т.К. Ходжайов ; АН УзССР, Ин-т археологии. - Ташкент : Фан, 1977. - 111 с., 21 л. ил.; 21 см.
- Палеоантропология юга Средней Азии эпохи энеолита и бронзы [Текст] / Т. К. Ходжайов, С. И. Мустафакулов, Г. К. Ходжайова ; Российская акад. наук, Ин-т этнологии и антропологии им. Н. Н. Миклухо-Маклая. - Москва : Институт этнологии и антропологии РАН, 2011. - 201 с. : ил., табл.; 21 см.; ISBN 5-98115-173-0

## Награды
- Лауреат Государственной премии Узбекской ССР имени Абу Райхана Бируни, (1985 год)[8];
- медаль «За трудовое отличие» (20 августа 1986 года);
- медаль «Ветеран труда» (26 апреля 1985 года).